# 犬飼直紀
犬飼 直紀（いぬかい なおき、2000年〈平成12年〉12月9日 - ）は、日本の俳優である。東京都出身。アイトゥーオフィス所属。

## 略歴
2013年7月、ミュージカルスクール「ジュエリーキッズ」主催のミュージカルワークショップ「サウンドオブミュージック」に参加。以後、同スクールでレッスンを受けながら『未来への贈り物』や『冒険者たち ～この海の彼方へ』に主役として出演。
2015年3月には、NHKプレミアムドラマ『私は父が嫌いです』で、主人公・吉田秀一（演：瑛太）の少年期を演じ、テレビドラマ初出演を果たした。
2016年、約750人のオーディションを勝ち抜き、映画『14の夜』の主演に抜擢され、本作が映画デビュー作となった。
2018年に放送された大河ドラマ『西郷どん』では、大山格之助（演：北村有起哉）の少年期役として出演した。

## 人物
- 特技・趣味：乗馬（5級）、殺陣、スキューバダイビング、パーカッション（都代表）、歌、ダンス、サッカー、バスケットボール、卓球、スキー[1]
- 資格：全国乗馬ライセンス5級、実用英語検定準1級、日本漢字能力検定2級、オープンウォーターライセンス[1]

## 出演

### テレビドラマ
- プレミアムドラマ 私は父が嫌いです（2015年3月29日、NHK BSプレミアム） - 吉田秀一（少年期） 役
- 連続ドラマW ヒトヤノトゲ〜獄の棘〜 第1話・第4話（2017年3月19日・4月9日、WOWOW） - 武島良太（少年期） 役
- 連続ドラマW 宮沢賢治の食卓（2017年6月17日 - 7月15日、WOWOW） - 村山勘助 役
- 大河ドラマ（NHK）
  - 西郷どん（2018年） - 大山格之助（少年期） 役
  - 麒麟がくる（2020年） - 斎藤喜平次 役
  - 青天を衝け（2021年） - 明治天皇 役
- 特捜9 season2 第5話（2019年5月8日、テレビ朝日） - 赤羽天馬 役
- ここは今から倫理です。（2021年1月16日 - 3月13日、NHK総合） - 曽我涼馬 役[5]
- 暴太郎戦隊ドンブラザーズ ドン7話（2022年4月17日、テレビ朝日） - 鈴木 役
- 連続テレビ小説 らんまん 第14週・66話 - （2023年7月3日 - 、NHK） - 澤口晋介 役

### 映画
- 14の夜（2016年12月24日公開、SPOTTED PRODUCTIONS） - 主演・大山タカシ 役[3]
- 笑う招き猫（2017年4月29日公開、DLE） - 上杉慎太 役
- ちはやふる -結び-（2018年3月17日公開、東宝） - 松林舜 役
- ある町の高い煙突（2019年6月22日公開、エレファントハウス）
- カーテンコールのはしの方（2021年7月31日公開、SPOTTED PRODUCTIONS）
- 国民の選択（2021年3月5日、ユナイテッドエンタテインメント）- 江本 役
- 砕け散るところを見せてあげる（2021年4月9日公開予定、イオンエンターテイメント）
- 君は永遠にそいつらより若い（2021年9月17日、Atemo） [6]
- こねこ（2022年1月）- 渡辺 玲 役
- さかなのこ（2022年9月1日公開、東京テアトル）
- 光の指す方へ（2022年11月18日公開、アイトゥーオフィス）- 主演・直井晴斗 役
- 雑魚どもよ、大志を抱け!（2023年3月24日公開、東映ビデオ）
- オジさん、劇団始めました。（2023年8月18日公開、ユナイテッドエンタテインメント）
- 舞台『千と千尋の神隠しSpirited Away』（2025年7月14日 - 8月3日、上海文化広場）[7]

### 舞台
- サウンド・オブ・ミュージック ミュージカルワークショップ（2013年8月24日） - フリードリヒ 役[2]
- 未来への贈り物（2014年3月15日、国立オリンピック記念青少年総合センター カルチャー棟・小ホール） - 主演・シンジ 役[8]
- 冒険者たち 〜この海の彼方へ（2014年8月2日・3日、カメリアホール） - 主演・ガンバ 役
- ショートミュージカル「オズの魔法使い」（2014年8月31日、渋谷区地域交流センター新橋） - ブリキ 役
- ショートミュージカル「メリー・ポピンズ」（2015年8月30日、渋谷区地域交流センター新橋） - バート 役
- 普通にブランド品とか好きだった私が、カンボジアで孤児院のお母さんになった。-くっくま孤児院 柊梨紗の物語-（2016年1月7日 - 11日、六行会ホール） - ダラー 役
- アルプススタンドのはしの方 高校演劇ver.（2021年1月7日 - 11日、浅草九劇） - 藤野富士夫 役（標準語）
- ヒトラーを画家にする話[9][10]（2023年9月28日 - 10月1日、東京芸術劇場 シアターイースト） - アドルフ・ヒトラー 役
- 舞台「千と千尋の神隠しSpirited Away」（2024年3月11日 - 30日、帝国劇場 / 4月、御園座 / 4月 - 5月、博多座 / 4月30日 - 8月24日、ロンドン・コロシアム / 5月 - 6月、梅田芸術劇場 メインホール / 6月、札幌文化芸術劇場 hitaru）[11]
- パラレルワールドより愛をこめて（2025年2月2日 - 9日、シアター711）[12]

### ウェブドラマ
- 湘南純愛組!（2020年2月28日、Amazonプライム・ビデオ） - Fくん 役

### ラジオドラマ
- 青春ラジオ小説 オートリバース（2020年12月、民放ラジオ99局・radiko） - 川西 役
- FMシアター「屋上の侵入者」（2021年6月19日、NHK-FM） - 男子学生（淳史） 役[13]
- 青春アドベンチャー「カナコと加奈子のやり直し」（2022年3月、NHK-FM）- 細谷宏一 役
- FMシアター「遺体を捜す人たち」（2022年11月26日、NHK-FM）- 山本穂高 役

### CM
- ソーダストリーム（2016年）
- 城南コベッツ（2017年）